# Diheteropogon
Diheteropogon es un género de plantas de la familia de las poáceas. Es originario del África tropical.

## Citología
El número cromosómico básico del género es x = 10, con números cromosómicos somáticos de 2n = 20 y 40, ya que hay especies diploides y una serie poliploide.

## Especies
- Diheteropogon amplectens (Nees) Clayton
  - Diheteropogon amplectens var. amplectens
    - Diheteropogon amplectens subvar. catangensis (Chiov.) Clayton
- Diheteropogon buchneri (Hack.) Stapf
- Diheteropogon emarginatus (De Wild.) Robyns
- Diheteropogon filifolius (Nees) Clayton
- Diheteropogon grandiflorus (Hack.) Stapf
- Diheteropogon hagerupii Hitchc.
- Diheteropogon kindunduensis (Vanderyst) Lebrun
- Diheteropogon maximus C.E. Hubb.
- Diheteropogon microterus Clayton